# Turmhügel Vogelsang
Der Turmhügel Vogelsang befindet sich in Vogelsang, einem Gemeindeteil der niederbayerischen Gemeinde Mengkofen im Landkreis Dingolfing-Landau. Die mittelalterliche Höhenburganlage liegt 230 m südlich von dem durch ein Kerbtal getrennten Ringwall Schanze und 800 m östlich von Steinbach. Er wird als Bodendenkmal unter der Aktennummer D-2-7340-0002 im Bayernatlas als „Turmhügel des Mittelalters“ geführt.

## Beschreibung
Der Turmhügel liegt auf einer schmalen Spornspitze. Es ist ein steil geböschter fünf Meter hoher Kegel mit einem gewölbten Plateau von ca. 20 m Durchmesser. Dieser wird durch einen gebogenen, kräftigen Halsgraben von dem allmählich ansteigenden Hinterland abgetrennt. Nach dem Abschneiden des Sporns geht der Graben im Bereich des Steilhangs in eine schmale, den Bergkegel umfassende Hangstufe über. 